# Antonín Mánes
Antonín Mánes (3. listopadu 1784, Praha – 23. července 1843, Praha) byl český malíř a kreslíř, zakladatel české krajinářské školy 19. století.

## Život a dílo
Narodil se jako starší syn mlynářského tovaryše Františka Mánesa, který neměl na studium svého syna dostatek prostředků. Kromě bratra Václava měl ještě mladší sestru Annu .
Kreslení se zprvu věnoval amatérsky, krátce si přivydělával v pražské porcelánce na Smíchově jako dekorativní malíř. Ve věku 20 let vstoupil do nově založené krajinářské školy pražské Akademie, kde prošel přípravkou Josefa Berglera, a v roce 1806 jej začal vyučovat Karel Postl. Dlouhodobý pobyt v ateliéru tohoto krajináře klasicistního stylu jej nejvíce ovlivnil, především tematickým zaměřením a stylem (jasné dělení krajiny do tří plánů na popředí, prostředí a pozadí, stafáž: strom, zřícenina, hory).
Ve 20. letech pořádal soukromé kursy kreslení pro žáky ze šlechtických kruhů, které pak často provázel na jejich venkovská sídla. Po smrti Karla Postla se uvažovalo o Mánesově jmenování na jeho místo, ale přednost dostal František Waldherr, teprve po jeho smrti v roce 1835 byl na další školní roky profesorem krajinomalby na Akademii jmenován Mánes.
Od Postlem inspirované klasicistní „ideální krajiny“, kterou reprezentuje jeho olejomalba Krajina se zříceninou Gaia Maria z roku 1824, nebo Údolí u sv. Ivana Mánes přešel pod vlivem pražské výstavy Caspara Davida Friedricha a Johanna Ch. C. Dahla k romantismu, změkčenému lyrickým přednesem a výraznými realistickými prvky. Realistický tón v jeho tvorbě podnítila láska k pozorování přírody a přes ni vztah k holandskému malířství 17. století. Ve druhé polovině 20. let převažují romantické pohledy s hrady a zříceninami s dramatickými atmosférickými jevy, doplněné postavami poutníků.
Namaloval obrazy Pohled na Pražský hrad z východní strany, 1821; Krajina s oráčem, kolem 1825; Hrad Okoř, 1827; Krajina s Křivoklátem a Kokořínem v bouři, 1834; Skála mezi Bráníkem a Podolím, 1834; Kokořín v bouři, 1839). Svou pozdní orientací položil základy české realistické krajinomalby, více osvobozené od akademického rukopisu. Z tvorby tohoto období jsou ceněné zejména studie a kresby. Jeho přínosem byla i živá barevnost a po nizozemském vzoru i snaha po vystižení atmosféry, kterou hledal při cestování po české krajině i se svými dětmi. Vedle žáků, vyučených na Akademii, měl velký vliv především na dílo svých vlastních dětí, synů Josefa, Quida a dcery Amálie.

## Rodina
Dne 17. května 1815 se oženil s pražskou měšťanskou dcerou Magdalénou Schwidnerovou (1794–1851). Svědky na jejich svatbě byli malíř Antonín Machek, který Antonína Mánesa v té době (1816–1820) portrétoval, a miniaturista Jindřich Schödl.
Manželé Mánesovi bydleli na Starém Městě v Řásnovce v domě čp. 799/I, roku 1829 se přestěhovali do Nostické jízdárny na Malé Straně, kde Antonín dostal služební byt od Akademie.

## Další obrazy
- Alej (1822–1823)
- Horská krajina s vodopádem, kravami a výletníky (1820–1825), soukromá sbírka [9]
- Krajina se zříceninou Gaia Maria (1824), NG
- Pohled na Bubeneč (kolem 1825)
- Zámek Obříství barona Kollera (1826), NM
- Krajina s Belvederem (1826)
- Krajina se zříceninou chrámu v opatství Kelso (1827–1828), NG
- Horská krajina s chalupami a pasáčkem koz (1828), soukromá sbírka [10]
- Skalnatá krajina s pasáčkem dobytka, 20. léta, soukromá sbírka ČR[11]
- Dolní dvůr ve Vrchlabí (1832), NG
- Klášter ve Vrchlabí (1832), protějšek předchozího obrazu, NG
- Krajina s Křivoklátem a Kokořínem v bouři (1834), NG
- Měsíční noci
- Krajina s antickými stavbami  (do 1835)
- Venkovská chalupa z okolí Hainšpachu (do 1835)
- Hřbitov v měsíčním světle (do 1835)
- Hrob starořeckého malíře Mikóna v Aténách, podle Salomona Gessnera (do 1835)
- Lesní krajina s vodopádem (do 1835)
- Krajina mezi Braníkem a Podolím podle skutečnosti (do 1835)
- Údolí Vltavy v Braníku proti Zlíchovu a městu, podle skutečnosti (do 1835)[12]
  - ... a další

## Zastoupení ve sbírkách
Jeho díla jsou zastoupena ve veřejných i soukromých sbírkách:
- Národní galerie Praha
- Národní muzeum Praha
- Muzeum hlavního města Prahy
- Galerie výtvarných umění Liberec
- Galerie výtvarných umění Ostrava
- Kancelář prezidenta republiky - Správa Pražského hradu
- Moravská galerie v Brně
- Státní hrad a zámek Český Krumlov
- Patrik Šimon[13]

## Galerie

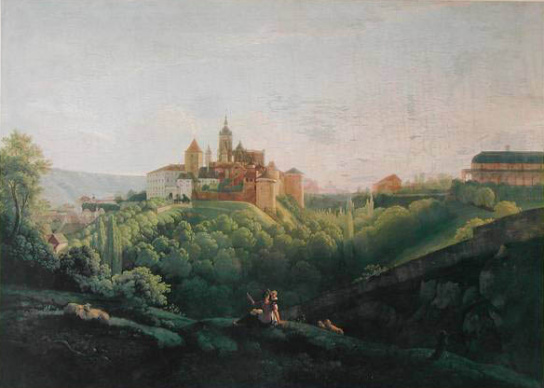
Pohled na Pražský hrad od východu
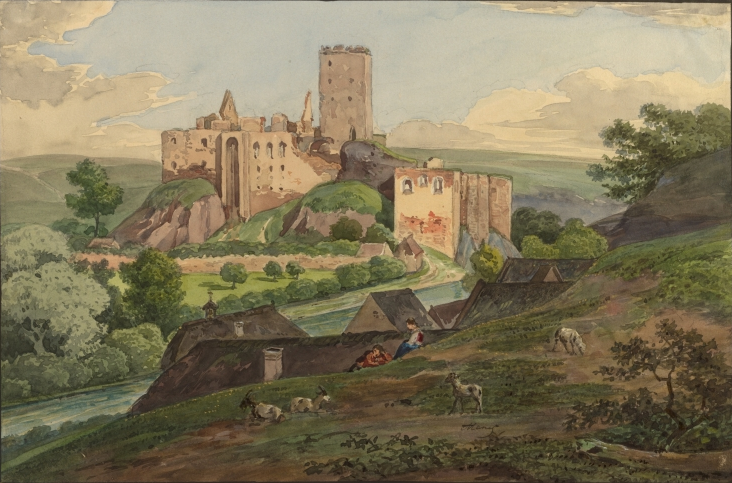
Hrad Okoř (1834)
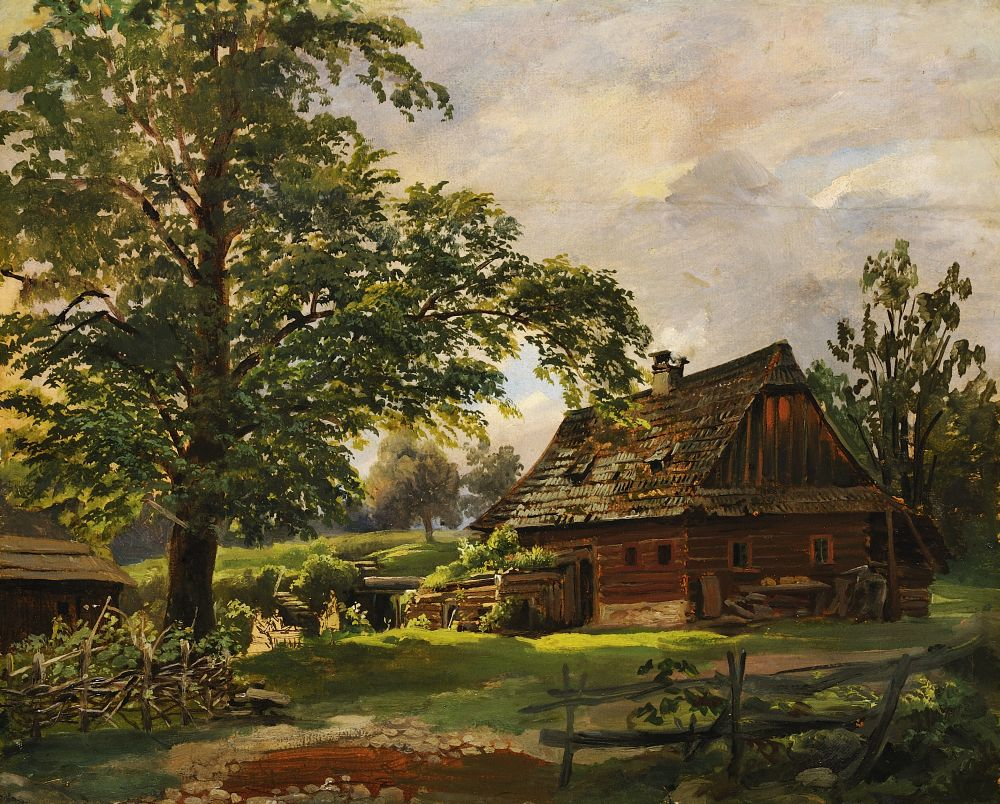
Krajina s dřevěným stavením (cca 1840)